# Catedral de Santa María (Kimberley)
La Catedral de Santa María o simplemente Catedral católica de Kimberley (en inglés: St. Mary’s Cathedral) es el nombre que recibe un edificio religioso afiliado a la Iglesia Católica que se encuentra ubicado en 72 Du Toitspan de la ciudad de Kimberley en la Provincia Septentrional del Cabo, parte del país africano de Sudáfrica. Esta dedicada a la Virgen María que los católicos creen es la Madre de Dios.
El templo sigue el rito romano o latino y es la iglesia madre de la Diócesis de Kimberley (Dioecesis Kimberleyensis) que fue creada como vicariato apostólico en 1886 y fue elevada a su actual estatus en 1951 mediante la bula "Suprema Nobis" del papa Pío XII.
Esta bajo la responsabilidad pastoral del obispo Abel Gabuza.